# 贝壳叶荸荠
贝壳叶荸荠（学名：Heleocharis chaetaria）是莎草科荸荠属的植物。分布于印度、缅甸、锡兰以及中国大陆的广东等地，多生长于田间潮湿地方，目前尚未由人工引种栽培。

## 异名
- Eleocharis retroflexa (Poir.) Urb. ssp. chaetaria (Roem. et Schult.) T. Kayama
- Eleocharis retroflexa auct. non (Poir.) Urb.